# A maharadzsa lánya
A maharadzsa lánya (The Maharaja's Daughter) egy 1994-ben bemutatott olasz-német-amerikai minisorozat.

## Történet
A kanadai rendőr, Patrick O'Riley beleszeret az indiai származású Messua Shandar doktornőbe. Messua hazalátogat Indiába, hogy találkozzon rég nem látott apjával. Chandraguptah rádzsa amint megpillantja Messuát, halott feleségének, Damajantinak reinkarnációját véli benne felfedezni, majd házasságot ajánl Messuának, mivel Messua már Patrick menyasszonya, ezért nemet mond az ajánlatra és visszatér Kanadába. A rádzsa minden áron meg akarja szerezni magának imádott hitvese tökéletes hasonmását, ezért követi Messuát Kanadába, majd elraboltatja. Patrick követi menyasszonya nyomait (karkötő) egészen Indiáig, ahol rájön, hogy Messua nem más mint a maharadzsa lánya. Patrick segítőtársai Milai a vak jövőbelátó koldus és Kim a kisfiú...

## Szereplők
| Szerep          | Színész          | Magyar hang     |
| --------------- | ---------------- | --------------- |
| Patrick O'Riley | Bruce Boxleitner | Dörner György   |
| Messua Shandar  | Hunter Tylo      | Kocsis Judit    |
| Chandragupta    | Kabir Bedi       | Vass Gábor      |
| Vito Capece     | Tony Lo Bianco   | Kránitz Lajos   |
| Kim             | Jeto Sanjana     | Szvetlov Balázs |
| Milai           | Burt Young       | Helyey László   |
| Man Singh       | Gerson Da Cunha  |                 |
| Di Fazio        | Robert Costanzo  | Kőszegi Ákos    |
| Ashoka          | David Brandon    | Schnell Ádám    |